# 허파
허파(lung), 폐(肺) 또는 부아(순우리말)는 양서류 이상의 척추동물에게 있는 호흡기 기관이다. 공기 중의 산소를 얻어 혈액에 공급해 주고, 혈액이 운반한 이산화탄소를 몸 밖으로 내보내는 기능을 한다. 이를 가스 교환이라고 부르며 허파꽈리(폐포)에서 이루어진다. 호흡 이외의 다른 기능도 있다.

## 호흡 기능
허파의 가장 중요한 기능은 호흡을 통해 기체 교환을 하는 것이다.

### 양서류
양서류 허파의 경우, 도롱뇽 등은 폐어류의 부레와 비슷한 속이 빈 매끄러운 주머니이지만, 개구리는 호흡 표면적을 넓히기 위한 주름이 주머니의 내면에 발달되어 있다. 고등한 척추동물일수록 허파의 내부에 주름이 많아 표면적이 넓어지므로 가스 교환이 효과적으로 이루어진다. 양서류는 기관이나 기관지는 없고, 구강과 인두의 운동 및 복부의 운동에 의해 호흡이 이루어지고 있다. 이 불완전한 허파 호흡은 피부로부터 직접 산소를 받아들이는 피부 호흡으로 보충된다.

### 파충류
파충류의 허파는 양서류보다 발달되어 호흡 면적이 증가하는 한편, 연골로 된 원통 모양의 기관이 발달되어 있다. 파충류는 가로막이 없어서, 주로 갈비사이근의 수축으로 인한 갈비뼈의 상하 운동으로 허파에 공기를 출입시킨다.

### 조류
조류의 허파는 현저하게 많은 수의 기관지가 모인 해면 모양의 구조이다. 기관지에는 얇은 막으로 이루어진 큰 기낭이 여러 쌍 있는데, 근육이나 내장 사이, 또는 뼈의 내부로도 들어가 있다. 기낭에는 혈관의 분포가 적으므로, 가스 교환보다는 공기의 저장이나 날기 위해 몸을 가볍게 하는 역할을 한다. 조류도 파충류와 마찬가지로 가로막이 없어서, 주로 갈비뼈의 상하 운동으로 허파에 공기를 출입시키는데, 기낭의 작용으로 허파 표면에 신선한 공기를 연속적으로 보내는 효율적인 호흡운동을 한다.

### 포유류
포유류의 허파는 나뭇가지 모양의 기관지를 중심으로 하여, 모세 혈관이 가늘게 분포된 허파꽈리(지름 약 100μ)가 무수히 연결(약 7억 개)되어 있으며, 굴곡이 많아 표면적이 매우 넓다. 호흡 운동은 가로막과 갈비뼈의 상하 운동에 의해 일어난다. 가로막은 체강을 흉강과 복강으로 나누는 근육성의 막인데, 갈비사이근에 의하여 갈비뼈와 가슴뼈가 위로 올라가고 가로막이 아래로 내려가면 흉강이 넓어지고, 흉강 내의 압력(기압)이 낮아져서 공기가 허파로 들어온다. 반대로 갈비사이근이 이완되면 갈비뼈·가슴뼈는 내려오고 가로막이 위로 올라가서 흉강이 좁아지므로, 흉강 내의 압력이 높아지게 되어 허파 속의 공기는 몸 밖으로 나가게 된다. 이와 같은 반복 운동에 의해 연속적으로 호흡 운동이 일어난다. 가로막과 갈비뼈 중 어느 하나의 운동만으로도 호흡 운동이 가능하나 육상의 사지 동물은 앞다리의 지탱을 흉부에 의존하고 있기 때문에, 호흡 운동에 가로막을 이용하는 경우가 훨씬 많다.

### 인간

횡격막의 운동과 호흡

인간의 허파는 근육이 없이 그림과 같이 횡격막의 운동으로 호흡한다. 횡격막이 수축하면 허파 속의 공기가 몸 밖으로 빠져나오며, 횡격막이 이완되면 바깥 공기가 몸 안으로 들어오게 된다. 허파에는 허파 꽈리(폐포)가 있으며 실질적인 가스 교환은 허파꽈리에서 이루어진다. 인간의 경우 횡격막과 내-외 갈비사이근의 운동으로 허파에 공기를 받아들이고 이산화탄소를 배출한다. 보통 1분에 15 - 18회의 호흡이 이루어지며 한 번에 받아들이는 공기는 약 500ml이다. 건강한 성인 남자의 경우 최대 폐활량은 약 4,800 ml에 이른다.
허파의 가스 교환은 전적으로 기체의 분압 차이에 따른 확산으로 이루어진다. 허파 꽈리까지 도달한 공기의 산소 분압은 약 104 mmHg이고 허파 꽈리를 감싸는 모세혈관 내의 산소 분압은 40 mmHg에 불과하기 때문에 공기 속의 산소가 모세혈관 속으로 확산된다. 같은 이유로 이산화탄소의 경우 모세혈관 속의 이산화탄소 분압은 46 mmHg 이고 허파 꽈리 안의 이산화탄소 분압은 40 mmHg 이기 때문에 모세혈관 속의 이산화 탄소가 허파 꽈리 안의 공기로 확산된다.
물이 들어가면 기침을 하게 된다.

## 호흡 기능 이외의 기능
가스 교환과 수소 이온의 조절 이외의 허파가 하는 기능은 다음과 같다.
- 동맥류에 투여된 생화적 활성물질과 약물을 조절한다.
- 정맥에서 생성된 혈전(血栓)을 걸러낸다.
- 허파는 심장을 감싸는 형태로 발달하여 충격으로부터 심장을 보호하는 완충 작용을 한다.

## 같이 보기
- 폐암